# همشین‌ها
هَمشین‌ها (ارمنی: Համշէնցիներ Hamshentsiner، ترکی استانبولی: Hemşinliler) یک گروه قومیتی از ارمنیان هستند که از مسیحیت به اسلام سنی گرویدند و در گذشته و حال به منطقه همشین (Hemşin) و چاملی همشین (Çamlıhemşin) واقع در منطقه شرقی ترکیه در کنار دریای سیاه در استان ریزه نسبت داده شده‌اند.
آنها اصالتاً ارمنی و عضو کلیسای حواری ارمنی بودند، اما در طول قرن ها به یک جامعه متمایز تبدیل شدند. در ترکیه مردم همشین به جز «همشین‌های شرقی» ساکن استان‌های آرتوین و ساکاریا، به گویش همشینی صحبت نمی‌کنند و زبان مادری آنها اکنون ترکی شده است. به دلیل تسلط و تفرقه ترکیه جوامع متمایزی با نام قومی یکسان یعنی همشین در اطراف هوپا ترکیه و همچنین در قفقاز وجود دارد که تقریباً از وجود یکدیگر بی اطلاع هستند.
برای قرن ها درنتیجه مهاجرت مداوم از ارتفاعات دورافتاده و منزوی به مناطق پست باعث شد مردم همشین در نواحی نزدیک ترابزون، آرتوین و در بخش غربی سواحل دریای سیاه ساکن شوند.  بدین ترتیب جمعیت قابل توجهی همشین در آن نواحی شکل گرفت.

## منشاء ژنتیکی
منشأ قوم همشين همچنان موضوع بحث در ميان دانشمندان بوده است. دو وطن اصلی همشین ها ارمنستان شرقی و ارمنستان غربی بوده اند. یک بررسی ژنتیکی در سال ۲۰۱۱ بر اساس نشانگرهای کروموزومی Y همشین‌ها، بخش مرکزی ارتفاعات تاریخی ارمنستان را به عنوان یک مکان قابل قبول برای منشاء جمعیت همشنی نشان داد. 

## دسته‌ها
- همشین‌های غربی امروزه مسلمانان سنی مذهب و ترک‌زبانی هستند که در مناطق چاملی‌همشین و همشین استان ریزه ترکیه زندگی می‌کنند.[۱۳]
- همشین‌های شرقی امروزه مسلمانان سنی مذهبی هستند که بیشتر در مناطق هوپا و بورچکا استان آرتوین ترکیه زندگی می‌کنند. آنها علاوه بر زبان ترکی، به گویشی از ارمنی غربی (گویش همشینی) که در زبان خودشان هومشِتسما و در ترکی همشینجه نامیده می‌شود نیز صحبت می‌کنند.[۱۴]
- همشین‌های شمالی مسیحیانی هستند که در آبخازیا و سرزمین کراسنودار روسیه زندگی می‌کنند. آنها نیز به گویش همشینی (هومشتسما) صحبت می‌کنند.[۱۵] همچنین همشین‌های مسلمانی نیز در گرجستان[۱۶] و آبخازیا و سرزمین کراسنودار زندگی می‌کنند و نیز نشانه‌هایی از همشین‌ها بین ترک‌های مِسخِتی دیده می‌شود.[۱۷]